# Rau’Shee Warren
Rau’Shee Warren (* 13. Februar 1987 in Cincinnati, Ohio) ist ein US-amerikanischer Profiboxer und ehemaliger Weltmeister der WBA im Bantamgewicht. Bei den Amateuren war er Olympiateilnehmer 2004, 2008 und 2012, Weltmeister 2007, sowie Bronzemedaillengewinner der Weltmeisterschaften 2005 und 2011 im Fliegengewicht.

## Amateurkarriere
Rau’Shee Warren gilt als einer der erfolgreichsten Amateurboxer in der US-Geschichte und ist darüber hinaus der einzige Boxer, der das Land dreimal bei Olympischen Spielen vertrat. Mit dem Boxsport begann der aus dem Stadtteil Westwood in Cincinnati stammende Warren im Alter von sechs Jahren. Im Februar 2004 gewann er die US-Olympiaqualifikation gegen Wiley McCanery, Diego Hurtado und Rayonta Whitfield, sowie die im selben Monat ausgetragenen Box-Offs mit einem erneuten Sieg gegen Diego Hurtado. Er nahm anschließend im März 2004 an der Olympiaqualifikation des amerikanischen Kontinents in Tijuana teil, wo er den ersten Platz erreichte. Er hatte sich in dem Turnier gegen den Argentinier Nestor Narváez, den Venezolaner Miguel Miranda und den Mexikaner Raúl Castañeda durchgesetzt. Als jüngster US-Athlet und jüngster Boxer überhaupt startete er daraufhin bei den Olympischen Spielen 2004 in Athen, verlor aber seinen ersten Kampf gegen den Chinesen Zhou Shiming, späterer zweifacher Olympiasieger und dreifacher Weltmeister.
Nach den Olympischen Spielen wechselte er vom Halbfliegen- ins Fliegengewicht und gewann 2005 und 2006 jeweils die US-amerikanischen Meisterschaften durch Siege gegen Mohammad Siddiqui, Teon Kennedy, Aaron Alafa, John Franklin, Shawn Nicol und Oscar Venegas. Er war zudem Teilnehmer der Weltmeisterschaften 2005 in Mianyang, wo er den Ukrainer Heorhij Tschyhajew, den Ungar Dávid Oltványi und den zweifachen russischen Europameister Georgi Balakschin schlagen konnte und das Halbfinale erreichte. Dort schied er gegen den Südkoreaner Lee Ok-sung mit einer Bronzemedaille aus.
2007 gewann er gegen Bruno Escalante, Timothy Ibarra und Aaron Alafa erneut die US-amerikanischen Meisterschaften und sicherte sich auch die Goldmedaille bei den Weltmeisterschaften 2007 in Chicago, als er gegen den Usbeken Tulashboy Doniyorov, den Mexikaner Braulio Ávila, den philippinischen Asienmeister Violito Payla, erneut gegen Georgi Balakschin, sowie gegen den Aserbaidschaner Samir Məmmədov und den Thailänder Somjit Jongjohor gewinnen konnte. Im August 2007 gewann er erneut die US-amerikanische Olympiaqualifikation mit Siegen gegen Juan Leija, Qa'id Muhammad, Aaron Alafa und erneut Qa'id Muhammad, womit er sich für die Olympischen Spiele 2008 in Peking qualifizierte. Dort verlor er im ersten Kampf erneut knapp mit 8:9 gegen Lee Ok-sung. Nach David Lee Armstrong, der sich 1972 und 1976 für Olympische Spiele empfohlen hatte, war Rau’Shee Warren der erst zweite Boxer, der zweimal an Olympischen Spielen für die USA teilnahm.
Anschließend stieg er ins Bantamgewicht auf und nahm an den US-amerikanischen Meisterschaften 2009 teil, wo er diesmal mit einer Bronzemedaille knapp gegen Jessie Magdaleno ausschied (19:19+). Danach wechselte er ins Fliegengewicht zurück. 2010 gewann er die US-amerikanischen Meisterschaften und die National Golden Gloves mit siegreichen Kämpfen gegen David Sandoval, Gary Russell, Adam Lopez, Miguel Cartagena, Steven Ortiz, Thomas Huitt-Johnson, Oscar Cantu und Leroy Davila.
2011 gewann er gegen Shawn Simpson, Stephon Young, John Franklin und erneut Shawn Simpson wieder die US-amerikanische Qualifikation für die Olympischen Spiele 2012 in London, womit er als erster Boxer der US-Sportgeschichte zum dritten Mal an Olympischen Spielen teilnahm. Zuvor gewann er noch eine Bronzemedaille bei den Weltmeisterschaften 2011 in Baku, nachdem er gegen Heorhij Tschyhajew, Rey Saludar und Khalid Yafai das Halbfinale erreicht hatte und dort gegen den Russen Michail Alojan unterlag. Bei den Olympischen Spielen 2012 verlor er im ersten Kampf knapp mit 18:19 gegen den Franzosen Nordine Oubaali.
2010 bis 2012 boxte er zudem für die Los Angeles Matadors in der World Series of Boxing (WSB) und blieb in seinen sieben Kämpfen ungeschlagen. Er beendete seine Amateurlaufbahn mit 318 Siegen und 15 Niederlagen.

## Profikarriere
Sein Profidebüt gewann Rau’Shee Warren am 9. November 2012 gegen Luis Rivera. Er blieb in 13 weiteren Kämpfen ungeschlagen und boxte am 2. August 2015 gegen Juan Carlos Payano um die Weltmeistertitel der IBO und WBA im Bantamgewicht. Warren hatte seinen Gegner in der zwölften Runde zwar am Boden, verlor den Kampf jedoch durch geteilte Punktentscheidung, wodurch auch zwei Punktabzüge in der neunten Runde beitrugen.
Den Rückkampf, und damit die beiden WM-Titel, gewann Rau’Shee Warren am 18. Juni 2016 im UIC Pavilion von Chicago durch Mehrheitsentscheidung der Punktrichter. In seiner ersten Titelverteidigung verlor er die Gürtel jedoch am 10. Februar 2017 durch eine geteilte Punktentscheidung an den Kasachen Schanat Schaqijanow, obwohl er diesen zweimal am Boden hatte. Im Juli 2017 gewann er einstimmig gegen McJoe Arroyo.
Am 19. Januar 2019 verlor er beim Kampf um die WBC-Weltmeisterschaft im Bantamgewicht gegen Nordine Oubaali.